# Oreophoetes peruana
Espèce
Oreophoetes peruana est un insecte de l’ordre des Phasmatodea (phasmes), de la famille des Diapheromeridae.

## Distribution
Comme son épithète spécifique l’indique, ce phasme est originaire du Pérou, mais il l'est également de l'Équateur. Il peuple les forêts plutôt humides, de hautes altitudes.

## Morphologie
Comme chez beaucoup de phasmes, une différence de taille entre mâle et femelle est visible, avec cette dernière plus grande que le mâle à l'âge adulte (très visible notamment chez Peruphasma schultei). Chez cette espèce, la différence principale (la plus "simple" visuellement) se fait au niveau des couleurs. En effet, le mâle adulte est de couleur rouge, hormis les pattes qui sont noires. La femelle adulte est quant à elle noire, à tendance verte, avec des bandes de couleur jaune sur le corps et au niveau des articulations des pattes, voire tirant sur l'orange lorsqu'elle est totalement adulte, reproductrice et en captivité suivant les souches. Élément également important : le mâle est plus fin que la femelle, surtout lorsque cette dernière possède l'abdomen gonflé par ses œufs. Les jeunes sont parfaitement identiques aux adultes, avec une taille de 1 centimètre chez les jeunes individus et une taille pouvant atteindre 8 centimètres environ chez les individus adultes. La taille adulte est de 5.5 à 6,5 cm pour le mâle et de 6.5 à 7.5 pour la femelle (Source public MNHN au Parc Zoologique de Paris).

## Alimentation
Oreophoetes peruana  est folivore, se nourrissant donc exclusivement de feuilles, tiges et écorces. (Selon Rogez L. (1999) : Oreophoetes toutes espèces confondues se nourrit exclusivement de fougères). En élevage, il faut cependant faire attention à ces plantes nourricières que l’on trouve dans la nature, certaines ayant un statut de protection. C’est le cas, entre autres, de Osmunda regalis, plus connue sous son nom vernaculaire Osmonde royale.

## Reproduction
La reproduction chez cette espèce est sexuée, avec implication d’un mâle et d’une femelle. Cependant, un cas de parthénogenèse thélytoque, multiplication asexuée, existe : les femelles peuvent tout de même pondre des œufs, sans intervention de mâles. Les œufs pondus peuvent être fécondés, s'ils ne le sont pas, la descendance sera exclusivement constituée de femelles. Les femelles peuvent pondre en moyenne quatre œufs par jour. Ces derniers sont brun rougeâtre et de très petite taille, d’où leur fragilité (environ 3 millimètres). Ces œufs mettront environ 4 mois avant d’éclore (Selon Delfosse E. (2000) 6 mois d’incubation). Après leur vie larvaire, des copies conformes des adultes apparaissent. Les mâles prennent leur couleur d'adulte rouge vers la sixième ou septième mue.

## Défense
La couleur de ce phasme lui permet une certaine défense, étant vif et prévenant ainsi les prédateurs de sa toxicité (aposématisme). Cependant, Oreophoetes peruana présente un autre moyen de défense : la sécrétion d’une substance blanche via deux glandes se trouvant au niveau du prothorax. Cette sécrétion dégage une forte odeur désagréable et irritante. Elle est éjectée soit par pulvérisation, soit par suintement (sous forme de gouttelettes), en cas de stress. Cette substance est constituée d’un mutagène, la quinoléine. Son action irritante se produit au niveau des muqueuses et des plaies.  Elle est cependant inefficace envers certains prédateurs. Quelques précautions sont à prendre en élevage, comme bien se laver les mains après manipulations.

## Parc zoologique de Paris
Le parc zoologique de Paris détient une souche de Oreophoetes peruana avec au moins une huitaine d'individus présentés au public, facilement visibles lors de la promenade. Ils sont maintenus dans un vivarium d'environ 80 centimètres de façade et 1 mètre de hauteur. Ce dernier est complètement rempli de verdure, pour le plaisir de ses pensionnaires.

## Galerie

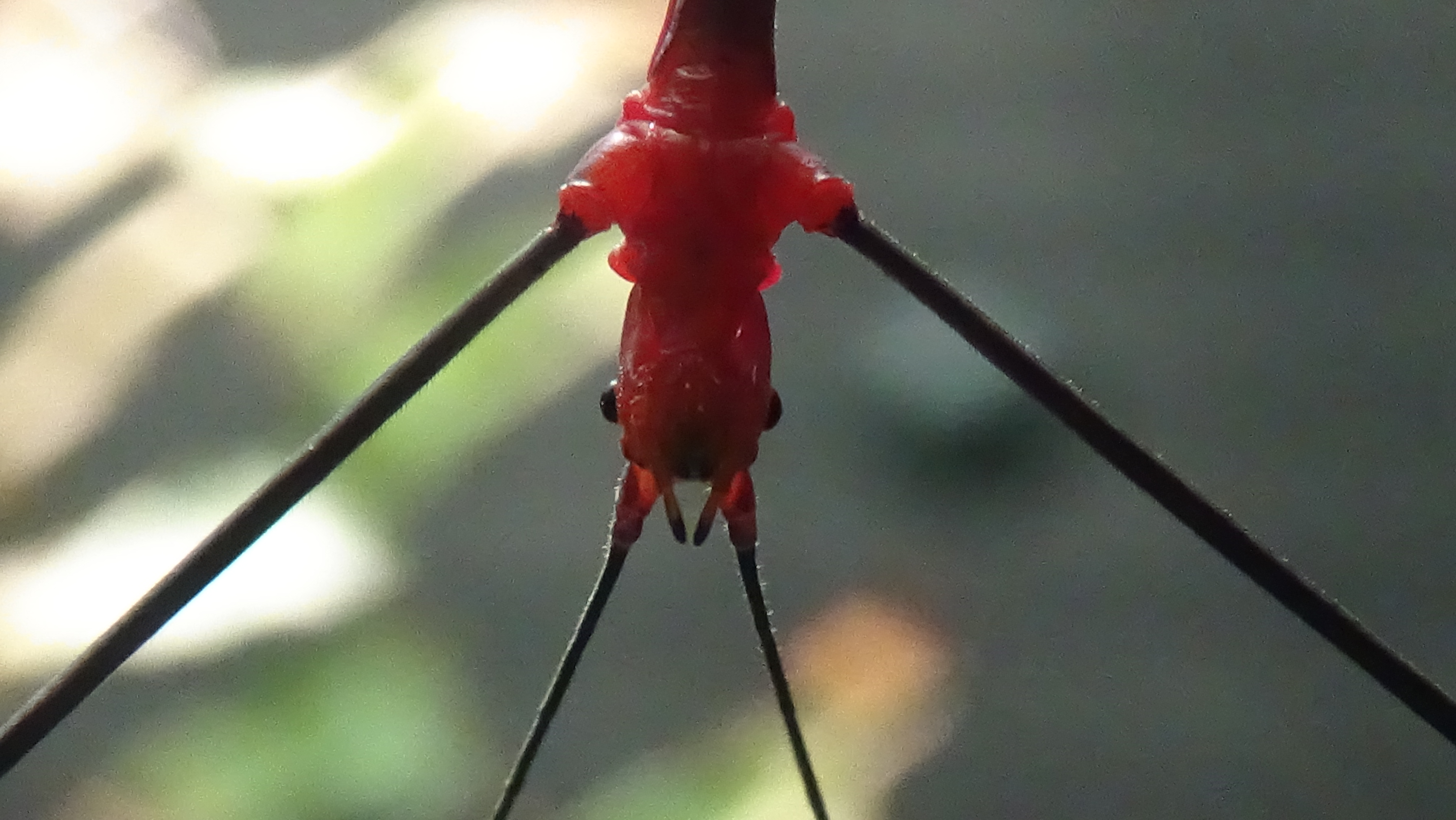
tête mâle
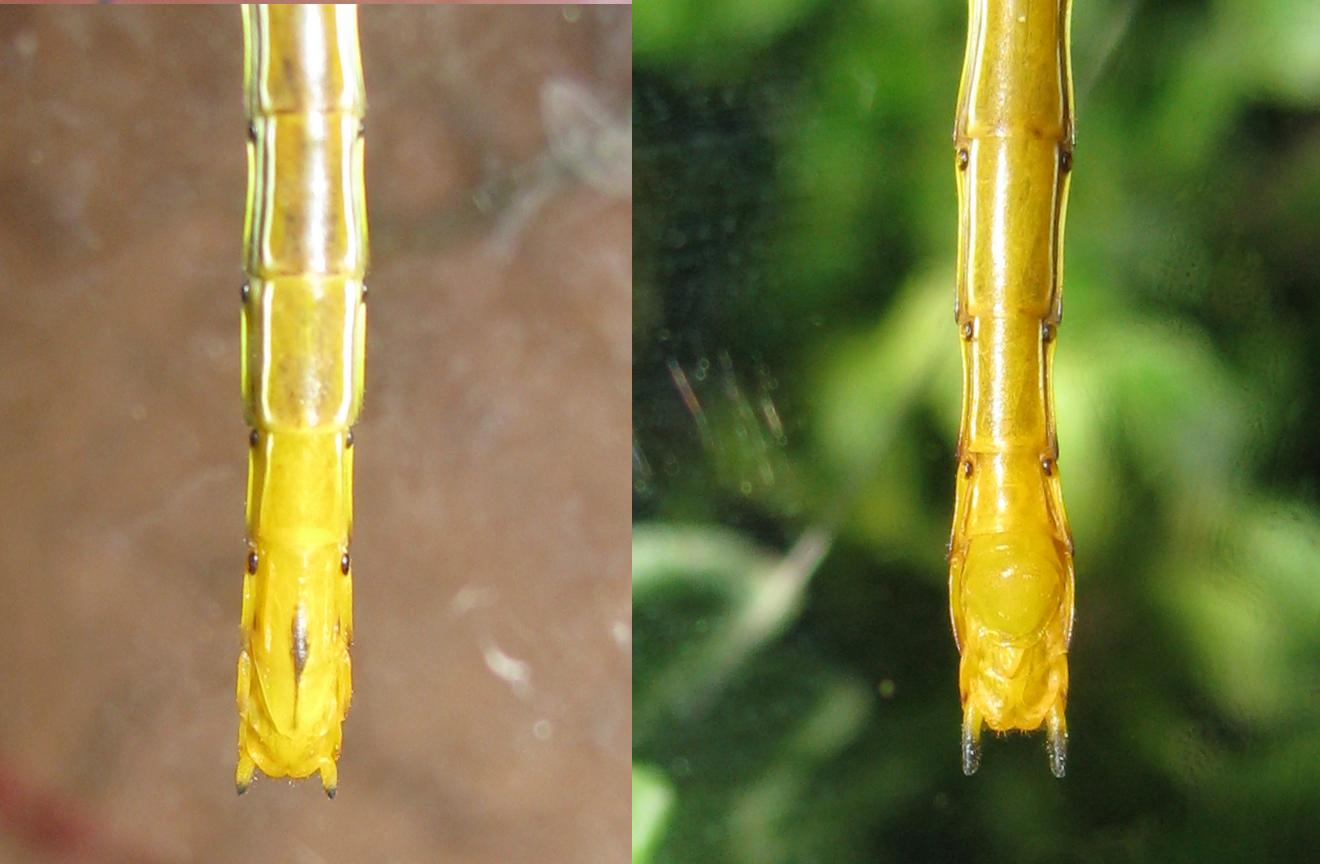
abdomens: femelle (gauche) mâle (droite)
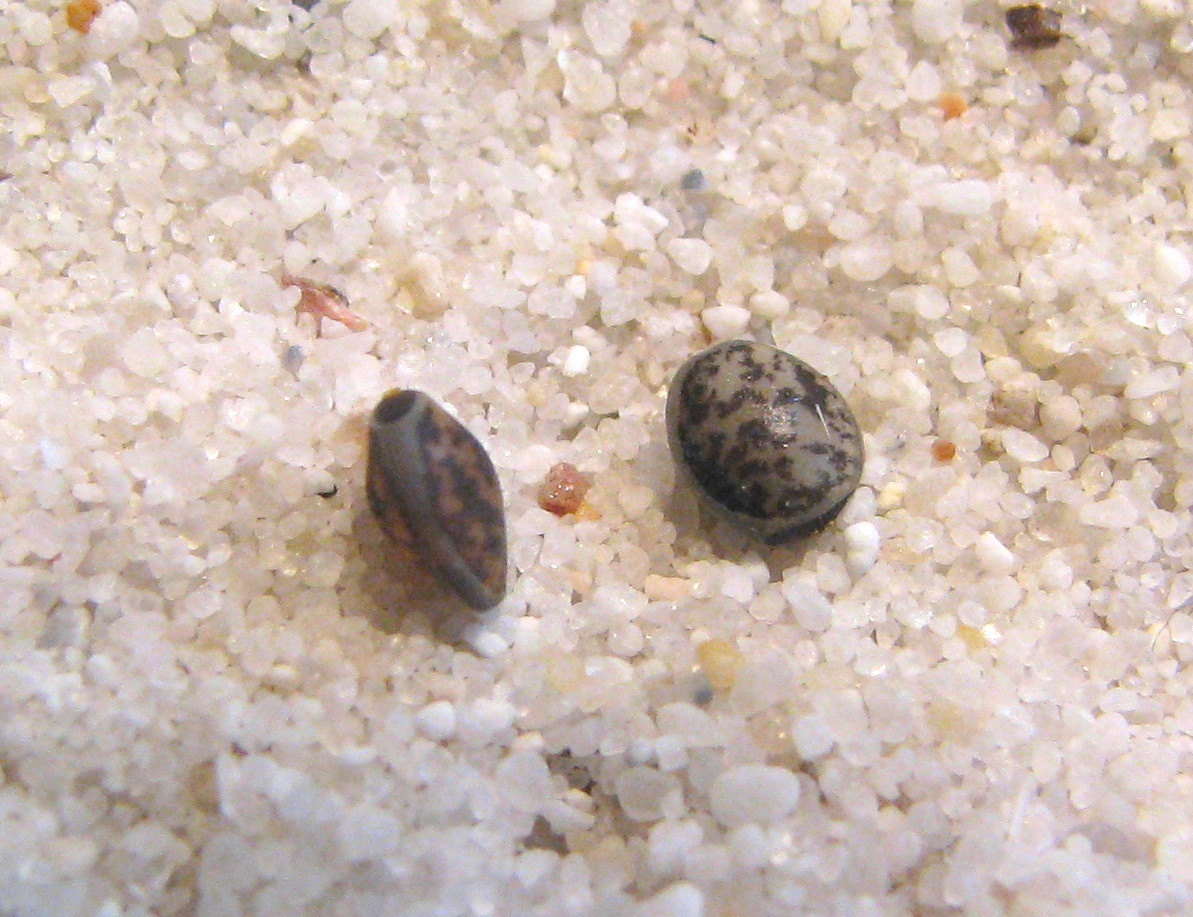
œufs
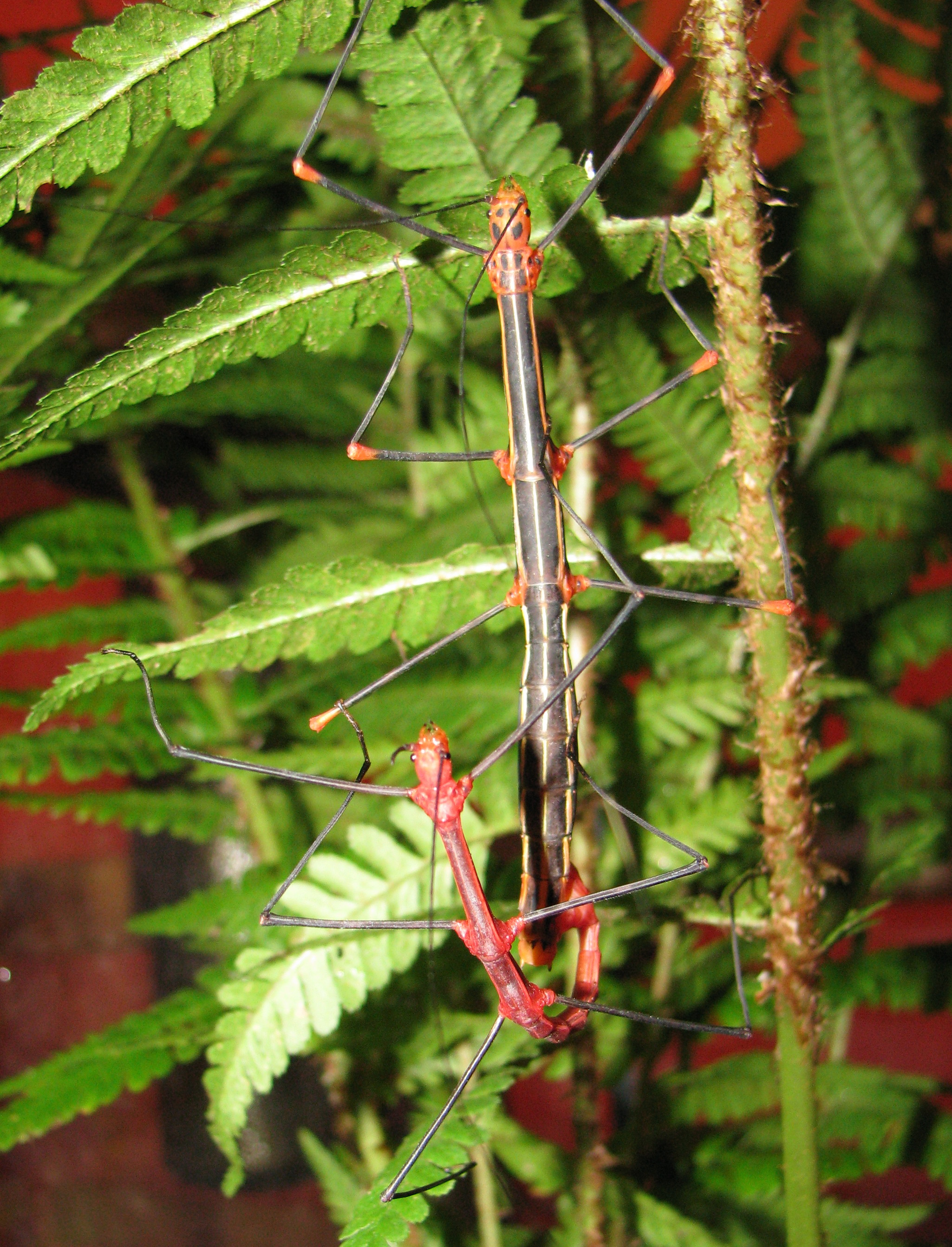
accouplement
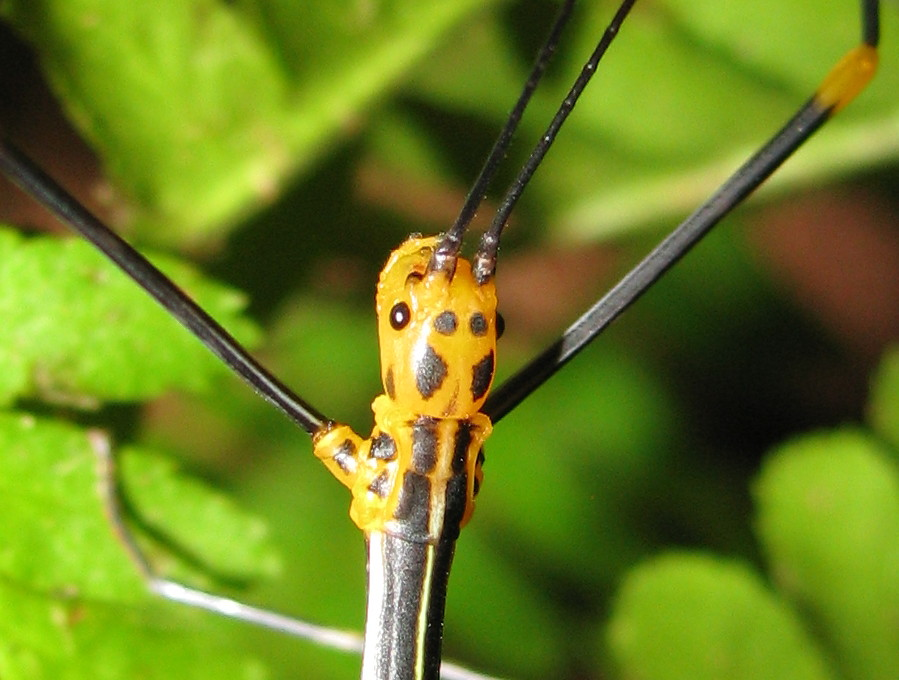
jeune
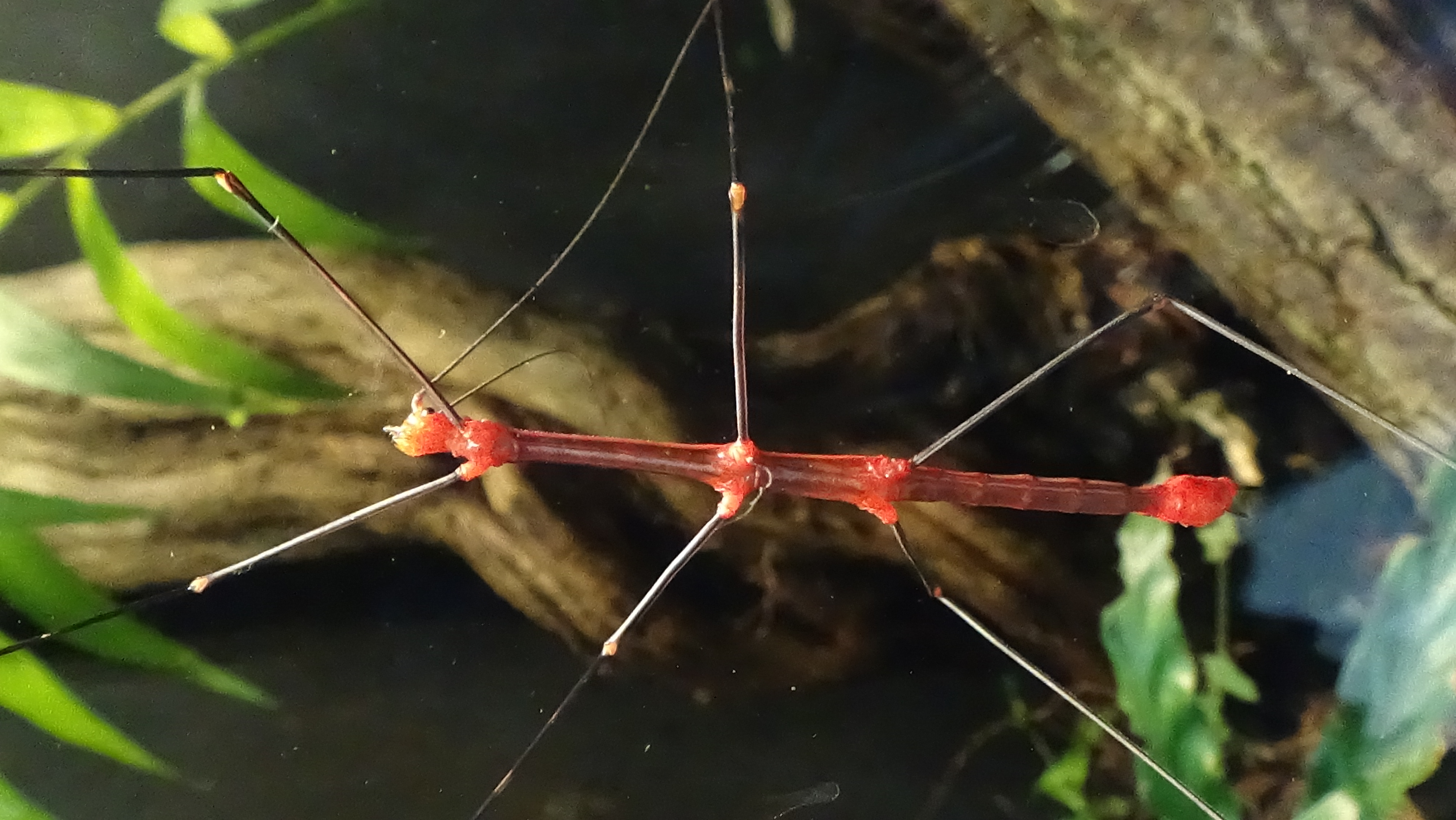
mâle